# Chiesa di Santa Galla (Roma)
(Iscrizione sopra l'architrave del colonnato)
La chiesa di Santa Galla è un luogo di culto cattolico di Roma situato nel quartiere Ostiense, in via Circonvallazione Ostiense.

## Storia
Fu costruita nel 1940 su progetto dell'architetto Tullio Rossi, ed è stata consacrata dal cardinale Ugo Poletti nel 50º anniversario di fondazione della parrocchia il 15 dicembre 1990.
La chiesa è sede di parrocchia, eretta il 13 dicembre 1940 con il decreto del cardinale vicario Francesco Marchetti Selvaggiani Templum in honorem. Essa ha ricevuto la visita di due papi: papa Paolo VI il 13 marzo 1966, e papa Giovanni Paolo II il 25 gennaio 1981.
Dal 14 febbraio 2015 insiste su di essa l'omonimo titolo cardinalizio.

## Descrizione

### Esterno
Il sagrato della chiesa è delimitato da un colonnato in travertino composto da un architrave sorretto da pilastri. In corrispondenza delle due navate laterali, il colonnato presenta una copertura piana. La facciata, con paramento murario in laterizio, è a salienti e presenta, al centro, un'alta nicchia rettangolare che accoglie, in basso, il portale e, più in alto, un finestrone, sormontato dallo stemma di papa Pio XII. In corrispondenza della navata centrale, la facciata termina con una forma triangolare ed è sormontata da una croce. Due portali gemelli, ognuno sormontato da una finestra con struttura marmorea a croce greca, si aprono ciascuno in corrispondenza delle navate laterali.
Alla sinistra della facciata, si eleva la torre campanaria, la cui campanaria si apre con una finestra rettangolare su ciascuno dei quattro lati; all'interno di quest'ultima si trova un concerto di tre bronzi in Mi3, fusi nel 1940 dalla ditta Cobalchini di Padova. Il campanile termina con una bassa copertura a piramide sormontata da una croce.

### Interno

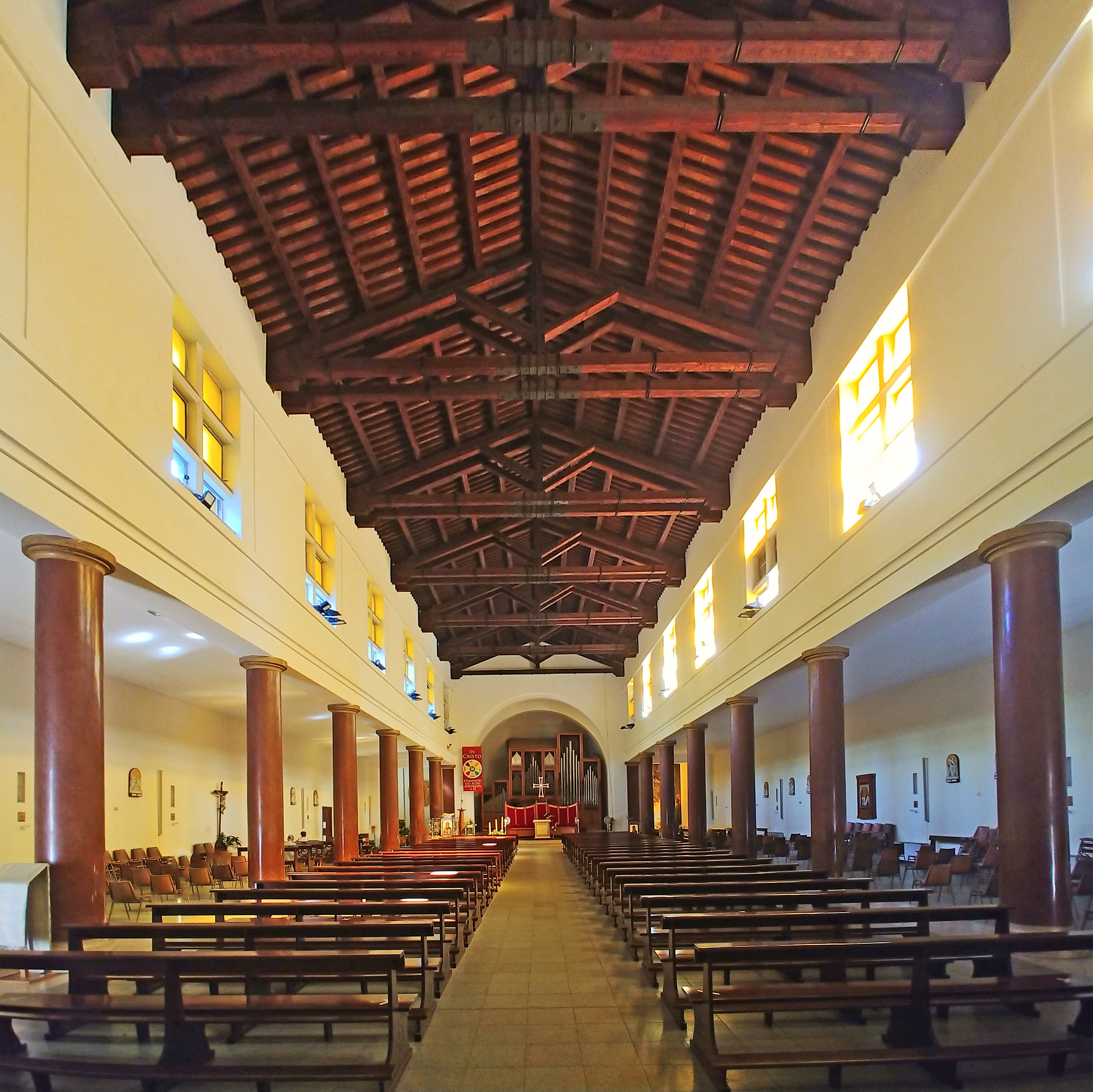
L'interno

All'interno la chiesa si presenta a tre navate suddivise da colonne di marmo rosso con soffitto ligneo a capriate. Quattordici finestre incolori danno luce all'aula liturgica, che termina con un'abside semicircolare. Il presbiterio, sopraelevato di alcuni gradini rispetto al resto della chiesa, ospita l'altare maggiore, di ridotte dimensioni, costituito da un cippo a rilievi di età flavia. La navata di sinistra termina con la cappella del Santissimo Sacramento, ove in un tondo ligneo è raffigurato l'episodio evangelico della Cena di Emmaus.
La chiesa conserva due importanti opere provenienti dall'antica chiesa di Santa Galla, demolita negli anni trenta per l'allargamento di via del teatro Marcello, nel rione Ripa, tra le quali una tela del XVII secolo raffigurante la Visione di santa Galla, custodita in una cappella in fondo alla navata laterale di destra.
Una lapide murata in fondo alla chiesa, presso l'entrata, ricorda l'antica chiesa di santa Galla e la sua demolizione nel 1935, e la costruzione del nuovo edificio e la sua erezione a parrocchia romana.

#### Altare

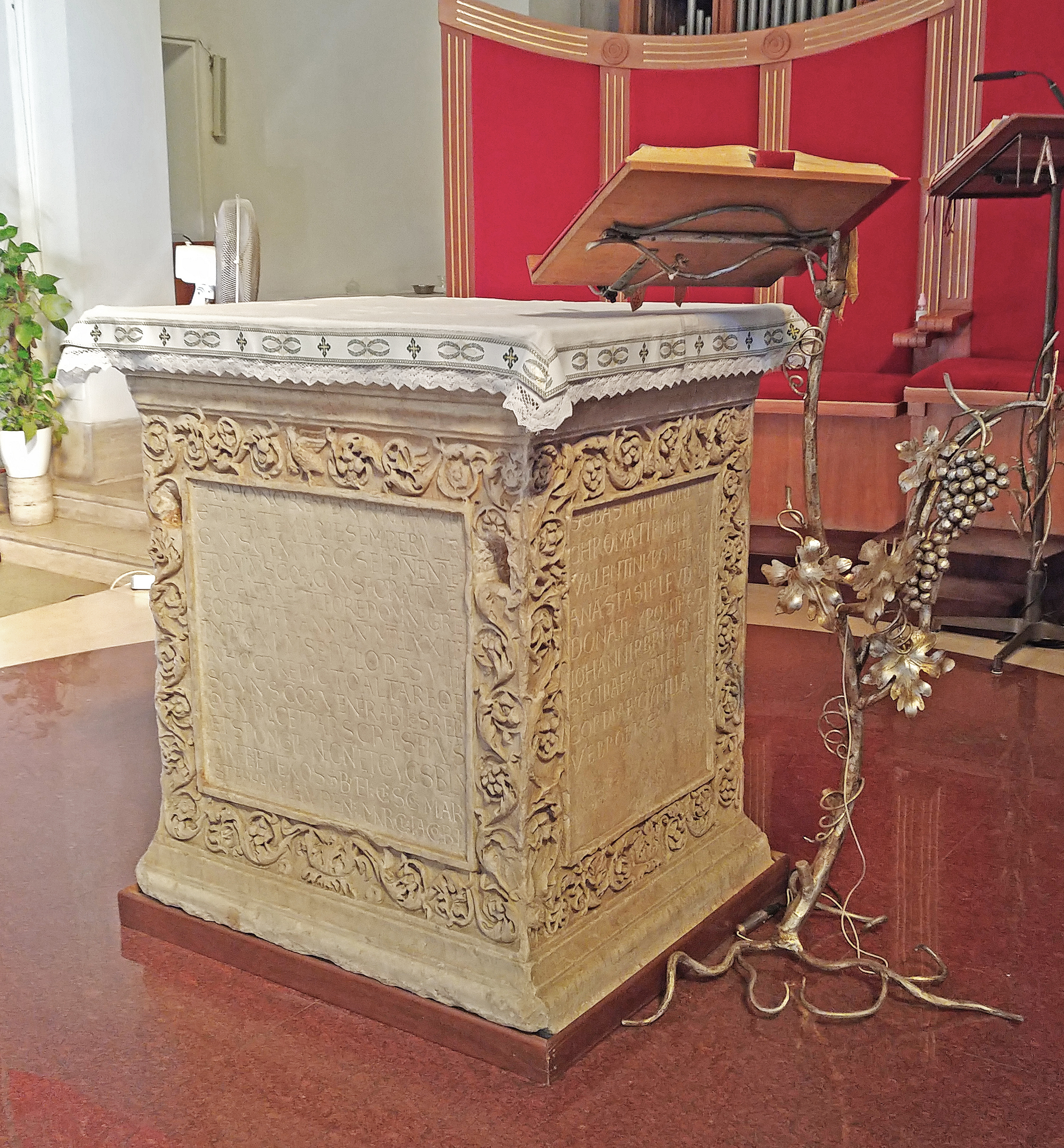
Altare

L'altare-reliquiario, in marmo bianco, è un'ara funeraria risalente alla piena età flavia, reimpiegata in ambito cristiano nell'XI secolo. Esso proviene dalla perduta chiesa di Santa Maria del Portico, nella quale rimase fino alla demolizione della stessa avvenuta nel 1932; inizialmente collocato in San Giorgio in Velabro, si trova nella chiesa di Santa Galla dal 20 settembre 1988.
L'ara è costituita da un blocco unico in marmo bianco, di forma parallelepipeda, poggiante su una base sagomata composta da una gola dritta, una rovescia e un filarino. La modanatura superiore, disposta lungo il lato frontale e i lati minori, è costituita da un filarino, una gola dritta, una rovescia e un gruppo di tre listelli con taglio diagonale; il piano della mensa, di dimensioni quasi quadrata, presenta una cavità, rozzamente eseguita in età medievale per l'inserimento delle reliquie e protetta da un coperchio in marmo. Sui lati dell'altare si trovano tre cornici vegetali che partono da un cespo, situato al centro della banda inferiore, dal quale si snodano tre foglie acantiformi e due steli che si avvolgono in girali, talvolta abitati da uccelli in riposo o in volo e spesso posti alla congiunzione superiore dei tralci. Sulla fronte dell'altare, una cicogna con le ali spiegate becca un'ape; sul lato destro un passero afferra con il becco un virgulto; sul lato sinistro, un pellicano protende il becco verso l'alto; la facciata a tergo accoglie un maestoso albero di alloro le cui fronde ospitano uccelli in volo o in atto di nutrire i loro piccoli.
Due iscrizioni incise a solco triangolare sul cippo ricordano: la prima la consacrazione della chiesa di Santa Maria in Portico da parte di papa Gregorio VII; la seconda, invece, riporta la dedica a Gesù e alla Vergine Maria, nonché la data di consacrazione dell'altare (8 luglio 1073, undicesima indizione) ed il lungo elenco delle reliquie conservate nell'altare: i frammenti della croce di Cristo e della spugna, della croce di sant'Andrea e di parti delle sue ossa, e le reliquie di altri 21 martiri tra i quali 6 donne.

### Organo a canne
L'abside è interamente occupata dall'organo a canne, opera di Bartolomeo Formentelli che lo ha realizzato in più riprese fino al 2003 partendo da un nucleo originale del 1967 di sua costruzione contenente materiale di organi italiani del XIX secolo.
Lo strumento è trasmissione integralmente meccanica ed è racchiuso all'interno di una cassa lignea con particolare mostra asimmetrica composta da più campi; dispone di 94 registri per più di 5000 canne. La consolle è a finestra, con quattro tastiere di 58 note ciascuna e pedaliera dritta di 30 note; i comandi dei registri, costituiti da tiranti a pomello o da manette a scorrimento laterale, sono disposti in più colonne alla destra e alla sinistra delle tastiere.